# Dera Ghazi Khan (Division)

Division Dera Ghazi Khan

Die Division Dera Ghazi Khan ist eine Division in der Provinz Punjab in Pakistan. Der Verwaltungssitz befindet sich in der Stadt Dera Ghazi Khan. Bei der Volkszählung von 2017 hatte sie eine Einwohnerzahl von 11.014.398 auf einer Fläche von 38.778 km².

## Geschichte
Während der britischen Herrschaft bildeten alle Distrikte, die später die Division Dera Ghazi Khan bildeten, zusammen einen Distrikt der Division Multan. Nach der Unabhängigkeit wurde Dera Ghazi Khan zu einer eigenständigen Division. Diese wurde im Jahr 2000 abgeschafft, aber im Jahr 2008 restauriert.

## Distrikte
Die Division Dera Ghazi Khan gliedert sich in vier Distrikte:
- Dera Ghazi Khan
- Layyah
- Muzaffargarh
- Rajanpur